# Chodes (kommunhuvudort)
Chodes är en kommunhuvudort i Spanien.   Den ligger i provinsen Provincia de Zaragoza och regionen Aragonien, i den nordöstra delen av landet, 220 km nordost om huvudstaden Madrid. Chodes ligger 415 meter över havet och antalet invånare är 156.
Terrängen runt Chodes är kuperad åt sydväst, men åt nordost är den platt. Chodes ligger nere i en dal.Runt Chodes är det ganska glesbefolkat, med 47 invånare per kvadratkilometer. Närmaste större samhälle är La Almunia de Doña Godina, 8,9 km öster om Chodes. Omgivningarna runt Chodes är i huvudsak ett öppet busklandskap.